# Loreen

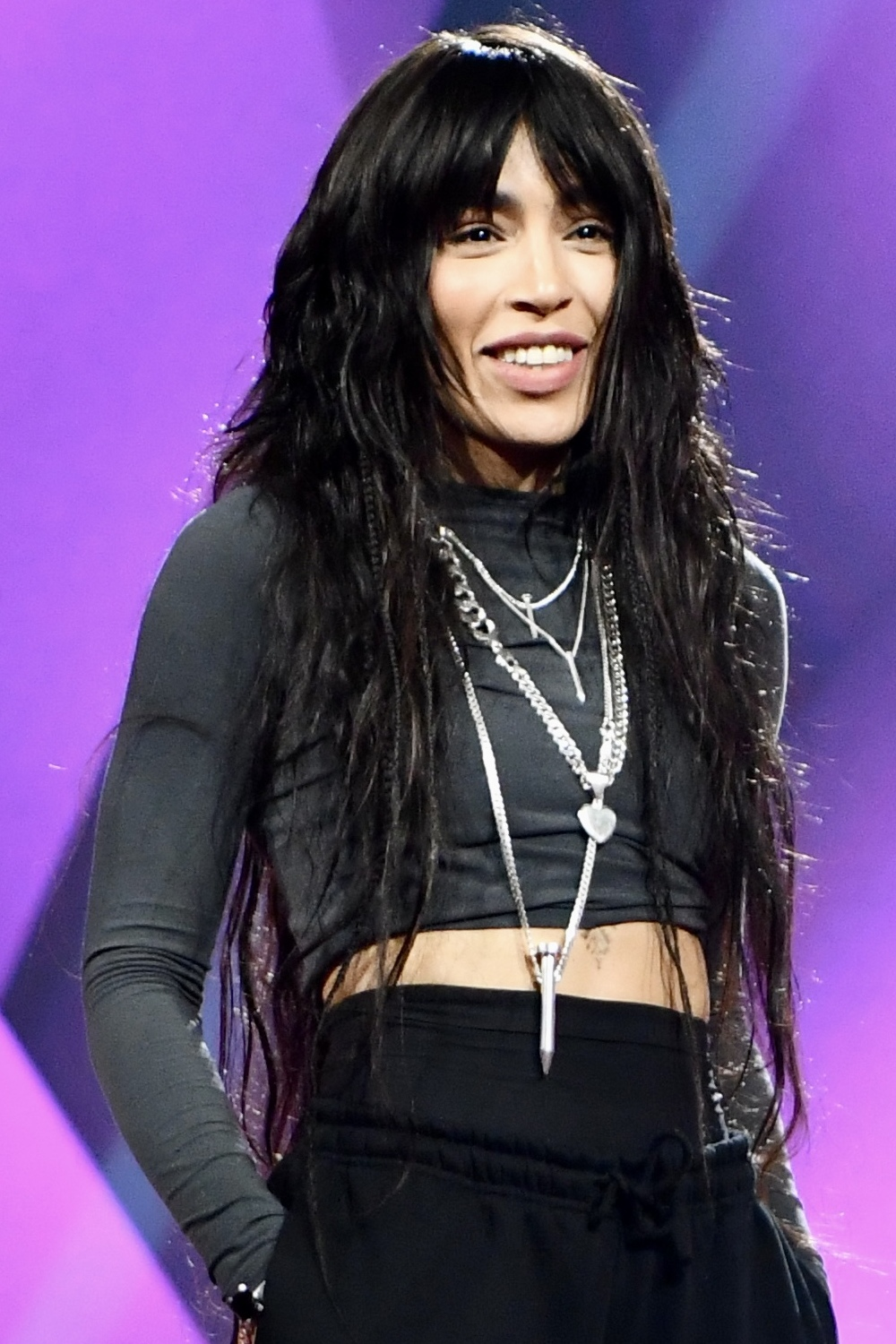
Loreen, 2023

Loreen (* 16. Oktober 1983 als Lorine Zineb Nora Talhaoui in Stockholm) ist eine schwedische Sängerin. Sie gewann für Schweden im Jahr 2012 in Baku mit dem Song Euphoria und erneut 2023 in Liverpool mit dem Song Tattoo den Eurovision Song Contest. Damit ist sie die zweite Person nach Johnny Logan, die den Wettbewerb zweimal gewonnen hat.

## Leben
Loreen wurde 1983 als Tochter berberisch-marokkanischer Eltern in Stockholm geboren und wuchs in Västerås auf. Unter dem Namen Lorén Talhaoui nahm sie an der ersten Staffel der Castingshow Idol – dem schwedischen Pendant zu Deutschland sucht den Superstar – teil, die 2004 vom Fernsehsender TV4 ausgestrahlt wurde. Dabei schied sie im Viertelfinale aus dem Wettbewerb aus. Nach der Sendung veröffentlichte sie zusammen mit Rob’n’Raz das Lied The Snake. Zudem arbeitete sie für TV400 als Moderatorin.
Loreen nahm 2011 am Melodifestivalen, der schwedischen Vorentscheidung zum Eurovision Song Contest teil. Ihr Lied My Heart Is Refusing Me wurde von ihr, Moh Denebi und Björn Djupström geschrieben. Beim zweiten Halbfinale erreichte sie den vierten Platz, qualifizierte sich aber für die Andra Chansen, eine „Zweite-Chance-Runde“, in der sie jedoch ausschied. Mit My Heart Is Refusing Me belegte sie den neunten Platz in den schwedischen Charts.

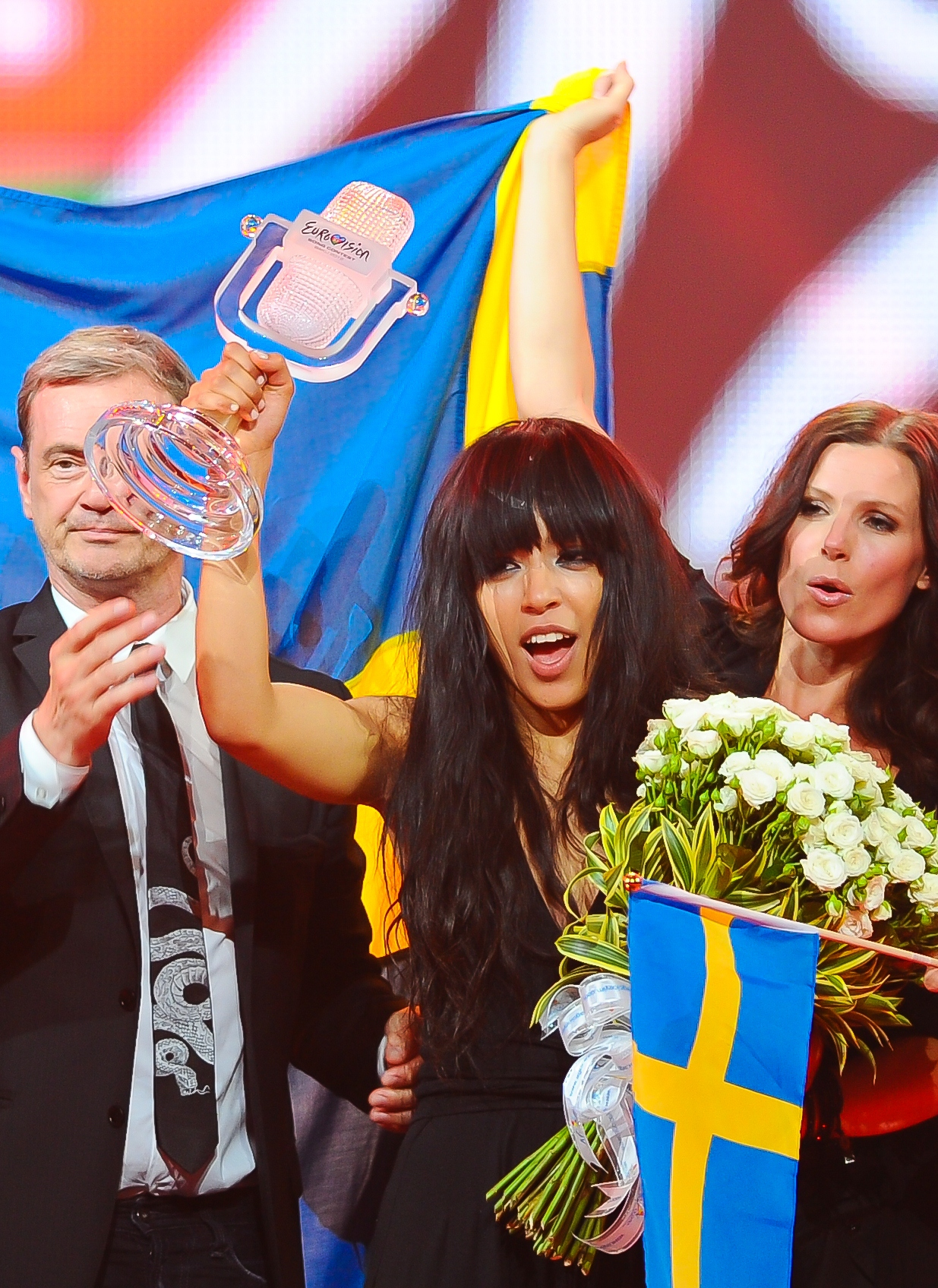
Loreen bei ihrem ersten ESC-Sieg, 2012

2012 kehrte sie zum Melodifestivalen zurück, dieses Mal mit dem von Thomas G:son und Peter Boström geschriebenen Song Euphoria. Die Choreografie ihres Auftritts spielt mit tänzerischen Elementen aus der brasilianischen Kampfkunstform Capoeira. Beim ersten Halbfinale setzte sie sich mit etwa 160.000 Anrufen gegen ihre Konkurrenz durch und qualifizierte sich für das Finale in Stockholm. Dort erhielt sie sowohl von den europäischen Juroren als auch von den schwedischen Televotern die meisten Stimmen und vertrat damit Schweden beim Eurovision Song Contest 2012 in Baku. Nach ihrem Sieg erreichte Euphoria in mehreren Ländern die Spitze der Charts, während in Schweden das Lied bereits Anfang März Platz eins belegt hatte. Zudem galt sie bei den Buchmachern als einer der Favoriten auf den Sieg beim Eurovision Song Contest. Am 24. Mai gelang ihr der Einzug in das zwei Tage später stattfindende ESC-Finale, das sie mit 372 Punkten vor den russischen Buranowskije Babuschki (259 Punkte) und Željko Joksimović aus Serbien (214 Punkte) gewann.
Im Zuge ihrer zweiten Melodifestivalen-Teilnahme gelangte auch ihr Lied Sober, das bereits im September 2011 veröffentlicht worden war, in die schwedischen Charts. Im Oktober 2012 erschien die Single Crying Out Your Name. Ihr erstes Studioalbum Heal wurde im selben Monat in Deutschland veröffentlicht. In Schweden belegte das Album den ersten Platz der Charts. Gemeinsam mit einem Gehörlosenchor und einem Kinderchor interpretierte sie ihren Vorjahressiegertitel Euphoria auch in Gebärdensprache als Eröffnungslied des ersten Halbfinales des Eurovision Song Contest 2013. Im Finale sang sie dann ihre neue im Mai 2013 erschienene Single We Got the Power.
Beim Melodifestivalen 2017 erreichte Loreen mit dem Lied Statements erneut die Andra Chansen, in der sie gegen Anton Hagman ausschied. Anschließend veröffentlichte sie weitere Singles sowie das Album Ride. 2020 hatte sie einen Cameo-Auftritt in dem Netflix-Film Eurovision Song Contest: The Story of Fire Saga. Außerdem nahm sie an der Show Så mycket bättre, der schwedischen Version von Sing meinen Song – Das Tauschkonzert, teil. In diesem Zusammenhang veröffentlichte sie ihr erstes schwedisches Lied Sötvattentårar.
Loreen nahm am Melodifestivalen 2023 mit ihrem Beitrag Tattoo teil. Im Februar trat sie in der vierten Vorrunde an und qualifizierte sich für das Finale. Danach erreichte Tattoo den ersten Platz der schwedischen Singlecharts. Am 6. März gewann Loreen das Finale und nahm somit zum zweiten Mal für Schweden am Eurovision Song Contest teil. Auch dort konnte sie Jury und Publikum überzeugen und gewann den Wettbewerb vor Finnland und Israel.

## Politische Motivation
Im Vorfeld des Eurovision Song Contest 2012 erregte Loreen international Aufsehen, indem sie sich öffentlich zur Menschenrechtslage im Gastgeberland Aserbaidschan äußerte und sich mit Oppositionellen des Landes traf. Gemeinsam mit Anke Engelkes Botschaft an die aserbaidschanische Opposition während der für den ESC typischen Punktevergabe via Videobotschaft war Talhaoui eine der wenigen Zentralfiguren, die ihre politischen Überzeugungen öffentlich kundtaten.

## Diskografie
Studioalben

| Jahr | Titel Musiklabel                 | Höchstplatzierung, Gesamtwochen, AuszeichnungChartplatzierungen (Jahr, Titel, Musiklabel, Platzierungen, Wochen, Auszeichnungen, Anmerkungen) | Höchstplatzierung, Gesamtwochen, AuszeichnungChartplatzierungen (Jahr, Titel, Musiklabel, Platzierungen, Wochen, Auszeichnungen, Anmerkungen) | Höchstplatzierung, Gesamtwochen, AuszeichnungChartplatzierungen (Jahr, Titel, Musiklabel, Platzierungen, Wochen, Auszeichnungen, Anmerkungen) | Höchstplatzierung, Gesamtwochen, AuszeichnungChartplatzierungen (Jahr, Titel, Musiklabel, Platzierungen, Wochen, Auszeichnungen, Anmerkungen) | Höchstplatzierung, Gesamtwochen, AuszeichnungChartplatzierungen (Jahr, Titel, Musiklabel, Platzierungen, Wochen, Auszeichnungen, Anmerkungen) | Anmerkungen                                               |
| Jahr | Titel Musiklabel                 | DE | AT | CH | UK | SE | Anmerkungen                                               |
| ---- | -------------------------------- | --- | --- | --- | --- | --- | --------------------------------------------------------- |
| 2012 | Heal Warner Music (WMG)          | DE16 (5 Wo.)DE | AT26 (2 Wo.)AT | CH7 (12 Wo.)CH | UK71 (1 Wo.)UK | SE1 Platin · (19 Wo.)SE | Erstveröffentlichung: 22. Oktober 2012 Verkäufe: + 40.000 |
| 2017 | Ride BMG Rights Management (BMG) | — | — | — | — | SE31 (1 Wo.)SE | Erstveröffentlichung: 24. November 2017                   |

## Auszeichnungen
| Jahr | Auszeichnung                 | Nominierung             | Für    | Resultat  |
| ---- | ---------------------------- | ----------------------- | ------ | --------- |
| 2012 | MTV Europe Music Awards 2012 | Bester Schwedischer Act | Loreen | Gewonnen  |
| 2012 | MTV Europe Music Awards 2012 | Bester Europa Act       | Loreen | Nominiert |
| 2012 | SWR3 New Pop Festival        | Newcomer Award          | Loreen | Gewonnen  |